# ICVolunteers
International Conference Volunteers (также ICVolunteers, ICV) — международная некоммерческая организация (федерация), специализирующаяся в области связи, в частности, киберволонтёрства, коммуникационных технологий и поддержки конференций. ICVolunteers работает с волонтёрами для реализации социальных и образовательных программ (в гуманитарных, социальных, экологических и медицинских областях), чтобы помочь населению и местным общинам в нуждающихся странах на местном, национальном и международном уровнях, при помощи реализации проектов и проведения конференций.
Работа ICVolunteers началась в 1997 году, организация была официально зарегистрирована в 1999 году. Штаб-квартира находится в Женеве (Швейцария), есть представительства в ряде других стран (Швейцария, Бразилия, Канада, Франция, Япония, Мали, Сенегал, ЮАР, Испания, Уганда).
ICVolunteers имеет специальный консультативный статус при Экономическом и Социальном Совете ООН.

## История
В 1997 году Виола Кребс (англ. Viola Krebs) набрала более 800 добровольцев для помощи в проведении 12-й Всемирной конференции по СПИДу в Женеве (Швейцария). После успеха этого мероприятия волонтёры, которые хотели продолжать работать вместе, образовали постоянную команду совместно с организаторами и через 2 года, в 1999 году, была создана и зарегистрирована международная неправительственная организация International Communications Volunteers.
В 2003 году ICVolunteers получила ассоциированный статус при департаменте общественной информации ООН (DPI).
В 2005 году экономический и социальный совет Организации Объединенных Наций (ЭКОСОС) выдал ICVolunteers специальный консультативный статус, что позволило предоставлять услуги более быстро и эффективно и активно вносить вклад в ООН.

## Программы и проекты
Программы CyberVolunteers вербует, обучает и координирует волонтёров, развивая их навыки в таких областях, как разработка программного обеспечения, администрирование системы и генерация контента.
Проекты включают в себя Africa@HOME, «волонтёрскую вычислительную инициативу» с участием ЦЕРН и академических институтов из Европы и Африки. Среди программ: E-TIC.net (информационный проект для фермеров и пастухов в регионе Сахель), MigraLingua (помощь мигрантам от сообщества переводчиков), и GreenVoice (инициатива, направленная на экологическое образование молодежи).